# Theodor Heuss (Flugzeug)
Theodor Heuss ist der Taufname von bislang drei Flugzeugen der Flugbereitschaft des Bundesministeriums der Verteidigung, die dem Bundespräsidenten, dem Bundeskanzler sowie den Bundesministern als Transportmittel dienen. Namensgeber ist Theodor Heuss, der erste Bundespräsident der Bundesrepublik. Schwesterflugzeuge sind die Konrad Adenauer und die Kurt Schumacher.

## A310 als „Theodor Heuss“ (1991–2010)

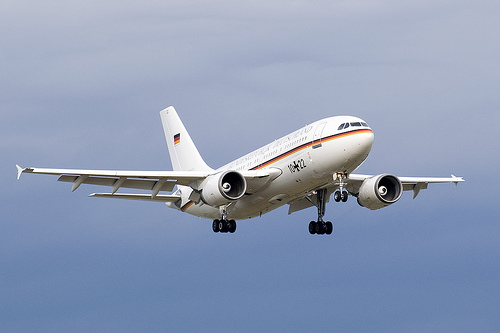
Die erste Theodor Heuss in Diensten der Flugbereitschaft

Die erste Theodor Heuss war ein Airbus A310-304 aus dem Baujahr 1989 und stand der Regierung als VIP-Transport zur Verfügung. Das Flugzeug wurde, gemeinsam mit zwei Schwestermaschinen, nach dem Ende der DDR 1991 aus dem Bestand der Fluggesellschaft Interflug übernommen und für den Einsatz im parlamentarischen Flugbetrieb umgebaut. Die Maschine trug das Luftfahrzeugkennzeichen 10+22. Die äußere Erscheinung war eher schlicht gehalten, zunächst weiß mit blauem Streifen und der Aufschrift Luftwaffe, danach weiß mit einem schmalen Band in den deutschen Nationalfarben. Der letzte Flug im Dienst der Bundesregierung erfolgte im Juni 2010.
Im Jahr 2011 wurde das Flugzeug nach 20 Jahren außer Dienst gestellt und durch einen Airbus A340-313 mit gleichem Namen ersetzt. Die alte Maschine wurde zum Verkauf ausgeschrieben. Im November 2011 erwarb die iranische Mahan Air über einen Zwischenhändler aus der Ukraine die Maschine. Brisant war dabei der Umstand, dass zu dieser Zeit im Zusammenhang mit dem Atomprogramm des Iran ein Handelsembargo gegen das Land bestand, das auch durch Deutschland unterstützt wurde. Im November 2015 wurde die Maschine an Tehran Airlines weiterveräußert und ist seitdem eingelagert.

## A340 als „Theodor Heuss“ (2011–2023)

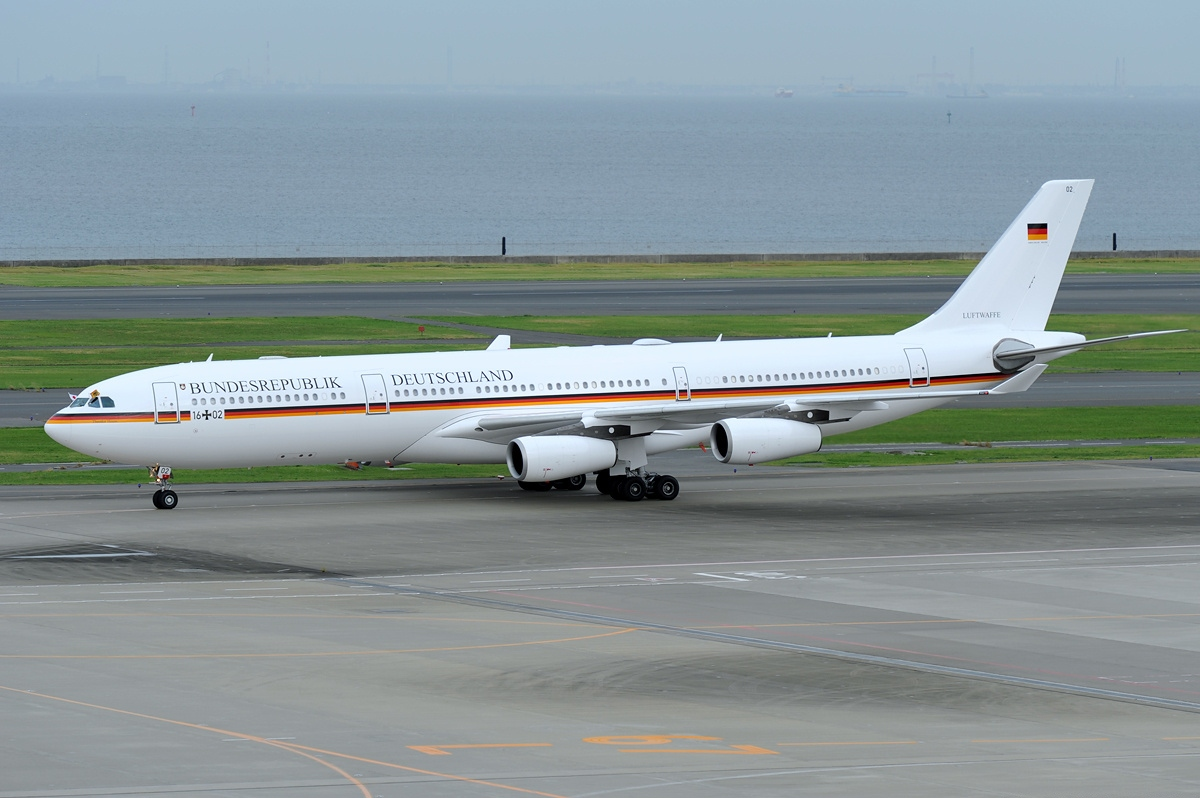
Die zweite Theodor Heuss auf dem Flughafen Tokio-Haneda

Als Nachfolger des A310 steht der Bundesregierung ein Airbus A340-313 aus dem Baujahr 2000 als Maschine für den VIP-Transport zur Verfügung. Die Langstreckenmaschine wurde nach neun Jahren im regulären Liniendienst bei der Lufthansa unter dem Namen der oberbergischen Kreisstadt Gummersbach im Jahr 2009 durch die Flugbereitschaft des Bundesministeriums der Verteidigung gekauft und ab Januar 2010 bei Lufthansa Technik in Hamburg zum Regierungsflugzeug umgebaut. Mitte 2013 wurde in den Vereinigten Staaten ein laserbasiertes Abwehrsystem gegen infrarotgelenkte Raketen nachgerüstet. Das Design der Kabine wird von Lufthansa Technik als „zeitlos elegant und repräsentativ“ bezeichnet.
Seit der Verlegung an den Sitz der Flugbereitschaft am Flughafen Köln ist sie als 16+02 registriert.
Am 27. September 2023 wurde die 16+02 außer Dienst gestellt und nach Washington an einen unbekannten Käufer überstellt.

## A350 als „Theodor Heuss“ (seit 2023)

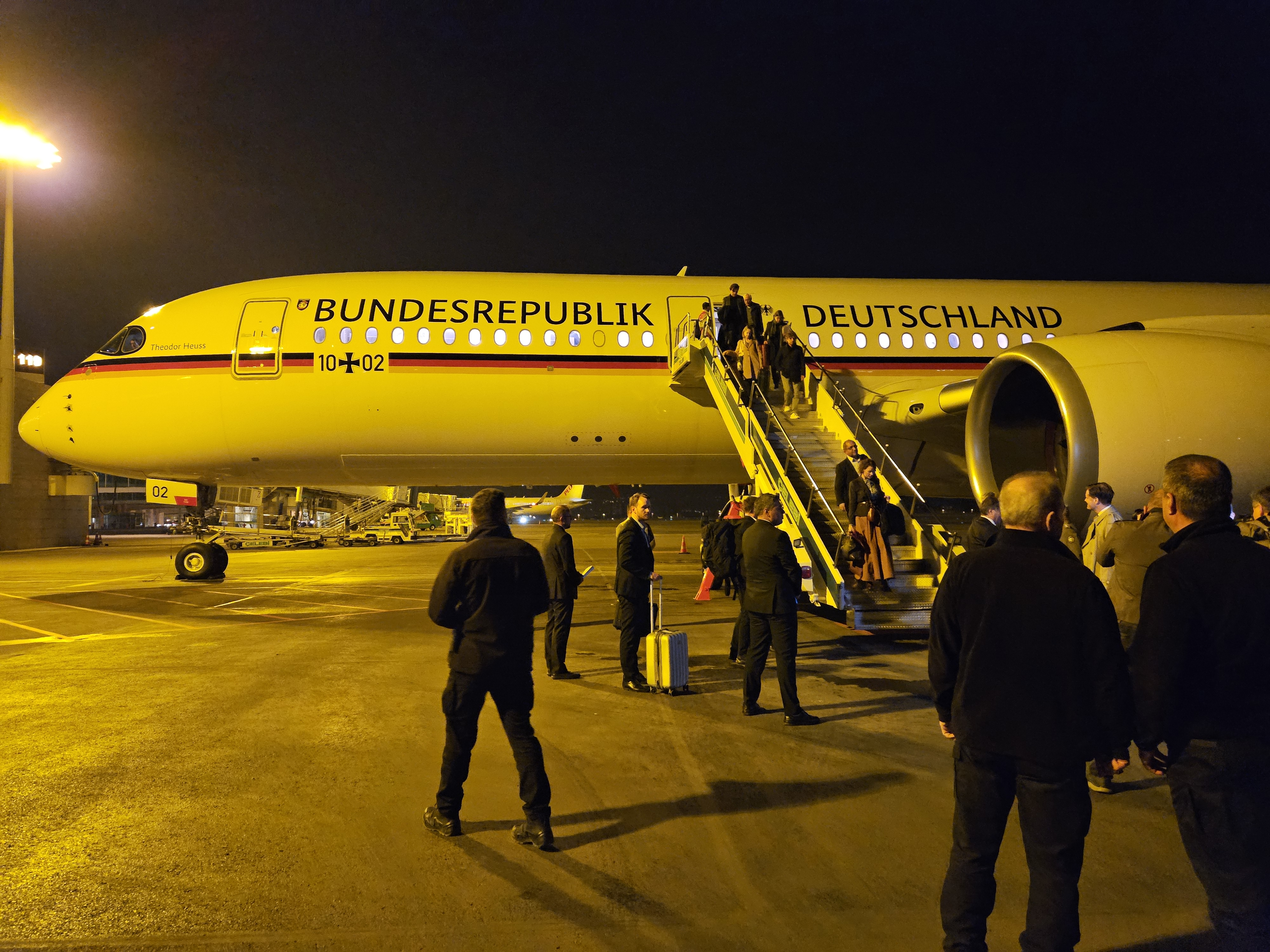
Die A350 „Theodor Heuss“ steht auf dem Flughafen Ankara

Im September 2021 erfolgte der Jungfernflug der dritten von drei neu bestellten Airbus A350-900XWB. Bei der Lufthansa Technik in Hamburg erhält sie noch ihre VIP-Kabine, ein Selbstschutzsystem und weitere Nachrüstungen, bevor sie dann als 10+02 „Theodor Heuss“ übergeben wird.
Die 10+02 „Theodor Heuss“ wurde am 16. März 2023 von Lufthansa-Technik an die Flugbereitschaft übergeben und in Dienst gestellt. Am 27. September 2023 gab das Bundesministerium der Verteidigung bekannt, dass alle drei Maschinen des Typs A350 ab 2026 mit DIRCM-Selbstschutzsystemen ausgestattet werden sollen. DIRCM steht für "Directed Infrared Counter Measures" (gerichtete Infrarot-Gegenmaßnahmen).